# Киньонес, Хосе Альберто
Хосе́ Альбе́рто Киньо́нес (исп. José Alberto Quiñónez; род. 28 июля 1990, Тлальтенанго-де-Санчес-Роман) — мексиканский боец смешанного стиля, представитель легчайшей весовой категории. Выступает на профессиональном уровне начиная с 2013 года, известен прежде всего по участию в турнирах бойцовской организации UFC, финалист бойцовского реалити-шоу The Ultimate Fighter.

## Биография
Хосе Альберто Киньонес родился 28 июля 1990 года в городе Тлальтенанго-де-Санчес-Роман штата Сакатекас, Мексика. Рос в достаточно суровых условиях, но при этом не любил насилие и старался избегать неприятностей. В детстве увлекался футболом, болел за команды «Пачука» и «Эстудиантес Текос» — отсюда и его прозвище Эль Текос.
Позже вместе с младшим братом Кристианом начал заниматься единоборствами, боксом и джиу-джитсу, а затем перешёл в ММА. Большое влияние на него оказал выдающийся американский боец Доминик Крус, с которым ему довелось потренироваться в зале Alliance MMA в Калифорнии. Прежде чем начать зарабатывать боями, некоторое время подрабатывал официантом.

### Начало профессиональной карьеры
Дебютировал в смешанных единоборствах на профессиональном уровне в марте 2013 года, выиграв у своего соперника техническим нокаутом в первом раунде. Дрался в небольших мексиканских промоушенах, таких как Fight Club Mexico, Combate Extremo, Extreme Fight Academy. Выиграл по очкам у достаточно сильного соотечественника Алехандро Переса, но проиграл техническим нокаутом бразильцу Дави Рамусу.

### The Ultimate Fighter
Имея в послужном списке три победы и только одно поражение, в 2014 году Киньонес стал одним из участников первого латиноамериканского сезона популярного бойцовского реалити-шоу The Ultimate Fighter, куда заявился как боец легчайшей весовой категории. Был выбран в команду Кейна Веласкеса.
На предварительном этапе техническим нокаутом выиграл у Бентли Сайлера, затем на стадии полуфиналов единогласным решением судей взял верх над Марко Бельтраном. В решающем финальном поединке встретился с Алехандро Пересом и на сей раз уступил ему единогласным решением.

### Ultimate Fighting Championship
Благодаря успешному выступлению в шоу TUF Киньонес получил возможность подписать контракт с крупнейшей бойцовской организацией мира Ultimate Fighting Championship.
В июне 2015 года принудил к сдаче никарагуанца Леонардо Моралеса, поймав его в удушающий приём сзади. После этого боя Моралеса уволили из организации, и Киньонес в связи с этим заявил, что не хочет больше драться с латиноамериканцами.
Из-за травмы колена не выходил в октагон около пятнадцати месяцев. Наконец, в сентябре 2016 года встретился с Джоуи Гомесом и победил его единогласным судейским решением.
В 2017 и 2018 годах победил по очкам чилийца Диего Риваса и японца Тэруто Исихару соответственно.

## Статистика в профессиональном ММА
| Боёв 13  | Побед 8 | Поражений 5 |
| -------- | ------- | ----------- |
| Нокаутом | 2       | 3           |
| Сдачей   | 1       | 1           |
| Решением | 5       | 1           |

| Результат | Рекорд | Соперник         | Способ                 | Турнир                                   | Дата             | Раунд | Время | Место                     | Примечание                                                     |
| --------- | ------ | ---------------- | ---------------------- | ---------------------------------------- | ---------------- | ----- | ----- | ------------------------- | -------------------------------------------------------------- |
| Поражение | 8-5    | Луис Смолка      | TKO (удары руками)     | UFC on ESPN: Hermansson vs. Vettori      | 5 декабря 2020   | 2     | 2:15  | Лас-Вегас, США            |                                                                |
| Поражение | 8-4    | Шон О’Мэлли      | TKO (удары)            | UFC 248                                  | 7 марта 2020     | 1     | 2:02  | Лас-Вегас, США            |                                                                |
| Победа    | 8-3    | Карлос Уачин     | Единогласное решение   | UFC Fight Night: Rodríguez vs. Stephens  | 21 сентября 2019 | 3     | 5:00  | Мехико, Мексика           |                                                                |
| Поражение | 7-3    | Натаниел Вуд     | Сдача (удушение сзади) | UFC Fight Night: Till vs. Masvidal       | 16 марта 2019    | 2     | 2:46  | Лондон, Англия            |                                                                |
| Победа    | 7-2    | Тэруто Исихара   | Единогласное решение   | UFC 221                                  | 11 февраля 2018  | 3     | 5:00  | Перт, Австралия           |                                                                |
| Победа    | 6-2    | Диего Ривас      | Единогласное решение   | UFC Fight Night: Pettis vs. Moreno       | 5 августа 2017   | 3     | 5:00  | Мехико, Мексика           |                                                                |
| Победа    | 5-2    | Джоуи Гомес      | Единогласное решение   | UFC Fight Night: Poirier vs. Johnson     | 17 сентября 2016 | 3     | 5:00  | Идальго, США              |                                                                |
| Победа    | 4-2    | Леонардо Моралес | Сдача (удушение сзади) | UFC Fight Night: Boetsch vs. Henderson   | 6 июня 2015      | 1     | 2:34  | Новый Орлеан, США         |                                                                |
| Поражение | 3-2    | Алехандро Перес  | Единогласное решение   | UFC 180                                  | 15 ноября 2014   | 3     | 5:00  | Мехико, Мексика           | Проиграл The Ultimate Fighter: Latin America в легчайшем весе. |
| Поражение | 3-1    | Дави Рамус       | TKO (удары руками)     | Extreme Fight Academy: Mexico vs. Brazil | 15 ноября 2013   | N/A   | N/A   | Тустла-Гутьеррес, Мексика |                                                                |
| Победа    | 3-0    | Хорхе Гамбоа     | TKO (удары руками)     | Combate Extremo: Teco vs. Gamboa         | 5 октября 2013   | 1     | 2:25  | Монтеррей, Мексика        |                                                                |
| Победа    | 2-0    | Алехандро Перес  | Единогласное решение   | Fight Club Mexico 3                      | 2 августа 2013   | 3     | 5:00  | Агуаскальентес, Мексика   |                                                                |
| Победа    | 1-0    | Алексис Галлардо | TKO (удары руками)     | Fight Club Mexico 2                      | 16 марта 2013    | 1     | 1:31  | Мексика                   |                                                                |